# Cy Twombly
Edwin Parker "Cy" Twombly, Jr., (25. travnja 1928. — 5. srpnja 2011.) je bio američki slikar, kipar i fotograf; jedan od predstavnika apstraktnog ekspresionizma s odlikama kaligrafije i grafita. 

## Život i djelo
Studirao je u Školi muzeja lijepih umjetnosti u Bostonu, na Sveučilištu Lee u Lexingtonu i Ligi studenata umjetnosti u New Yorku, od 1948. do 1951. godine. U ligi studenata umjetnosti, sreo je Roberta Rauschenberga, na čiji se savjet upisao na Koledž Black Mountain, kod Ashevillea u Sjevernoj Karolini, 1951. godine, studirajući pod okriljem apstraktnih ekspresionista Franza Kleina, Bena Shahna i Roberta Mothervella.
Prvu samostalnu izložbu imao je 1951. godine u organizaciji galerije Kootz u New Yorku. U to vrijeme njegovo djelo je bilo pod utjecajem Kleinovog crno-bijelog gestualnog ekspresionizma, ali i Paula Klea. Godine 1952. Twombly dobiva nagradu Muzeja lijepih umjetnosti Virginije, što mu je omogućilo da putuje u Sjevernu Afriku, Španjolsku, Italiju i Francusku. Poslije povratka s putovanja, 1953. godine, služio je u američkoj vojsci kao kriptograf. Od 1955. do 1999. godine Twombly stvara u New Yorku i Italiji, fiksirajući napokon svoj atelje u Rimu. U tom razdoblju je počeo da stvara svoje prve apstraktne skulpture, koje je, iako različitih materijala i dimenzija, uvijek premazivao bijelom bojom. U Italiji je počeo da radi na djelima velikih dimenzija distancirajući se postepeno od svojih prvih ekrpesionističkih „škrabotina“ i počinje koristiti asocijativne i simboličke tekstove i brojeve, inspirišući se u grčkoj i rimskoj mitologiji, ali i u poeziji i povijesti grčke i rimske kulture. U tom procesu, stvorio je karakterističan rječnik znakova i mrlja, koji se ponekad metaforički odnose na seks, ali bez upotrebe tradicionalne umjetničke ikonografije.
Godine 1964. pozvan je da sudjeluje na Bijenalu u Veneciji. Umjetnički centar u Milwaukeeju je 1968. godine, priredio prvu retrospektivu njegovih djela. Tate Modern je predstavio jednu veliku retrospektivu njegovih djela 2008. godine pod nazivom Cycles and Seasons („Ciklusi i razdoblja”), u kojoj se posebno ističe skupina djela Four Seasons („Četiri godišnja doba”), nastala u razdoblju između 1993. – 1994. godine), a koja umjetnička kritika smatra posebno značajnim u njegovom cjelokupnom stvaralaštvu.
Umro je u Rimu 5. srpnja 2011. godine, gdje je imao stalno boravište skoro pola stoljeća. 
U studenom 2015. Twomblyjeva slika Bez naziva (New York City) iz 1968. je prodana u aukcijskoj kući Sothesby's u New Yorku za 70,5 milijuna $, postignuvši dospjevši na popis najskupljih slika.

## Vanjske poveznice
- Cy Twombly u Kolekciji Menil
- Izložba Twomblyja u galeriji Gagosian